# Dvorac Bela
Bela je naziv dvaju dvoraca u istoimenom selu Bela i nekadašnjem istomenom gradu, danas u sastavu grada Novi Marof u Varaždinskoj županiji. 
Posjed je nekad bio sjedište vlastelinstva i svećenstva. Danas se na tom području mogu pronaći dva dvorca i ostaci stare utvrde. Dvorce Bela I i Bela II vežemo uz noviju povijest zadnjih četiristo godina i njihovo je obličje sačuvano do danas. Dvorac Bela II je djelomično obnovljen dok Bela I još uvijek čeka svoje vrijeme. Na brijegu iznad današnjih dvoraca nalazila se prvotna utvrda izgrađena u srednjem vijeku. Prvi puta se spominje u zapisima koji datiraju iz 1163. godine kao grad (Bela) u vlasti Templara. Prije ukinuća templarskog reda utvrda je došla pod vlast reda hospitalaca sv. Ivana Jerusolimskog, koji u Hrvatsku stiže 1184. godine. Kasnije, krajem 12. stoljeća, hrvatsko-ugarski kralj Bela IV daruje ga samostanu sv. Ivana u Varaždinskoj županiji. 
U kasnom srednjem vijeku često mijenja gospodare: hrvatski ban Matko Talovac, Ivan Vitovac te njegovi sinovi, zatim kralj ugarsko-hrvatski kralj Matijaš Korvin koji ju je darovao svom sinu Ivanišu Korvinu. Posljednji značajni vlasnici Bele Toma i Ladislav Pethö de Gerse koji je drže do 1730. godine. Nakon njega ponovo mijenja vlasnike da bi 1858. bio prodan barunu Metelu Ožegoviću, poznatom sudioniku Hrvatskog narodnog preporoda. U njegovo doba Bela je mjesto susreta najpoznatijih ljudi tog vremena, napose Iliraca. Metel Ožegović je umro 1890. i sahranjen je u kapeli kraj dvorca Bela.

## Utvrda Bela
Utvrđeni grad Bela (danas Pusta Bela) prvobitno je bio u vlasništvu Templara i spominute je u zapisima 1163. godine. Ubrzo nakon toga, 1238. godine prema darovnici kralja Bele IV darovan je ivanovcima (hospitalcima). Ivanovci su to vrijeme imali velike posjede oko grada Bele i to Kremenu goricu i Selnicu. 1275. godine, za vrijeme meštra Poncija de Fayn fratar Margarita se spominje belskim praeceptorom, dok se 1293. spominje fratar Guilermo koji je ujedno bio i namjesnik imetka u Hrvatskoji i Ugarskoj. 
Početkom 14. stoljeća, 1304. godine fratar Konstantin iz grada Bela, predstojnik reda ivanovaca (hospitalaca) po Ugarskoj i Slavoniji 13. siječnja iste godine, dozvolom reda Crnomu Tomi (Thomas dicus Niger), gospodaru grada Lobora i njegovom potomstvu daruje posjed Ponikve (Ponigui) pod uvjetom da vjerno služi svojim dobročinstvima.  
Za vrijeme ugarskog kralja Vladislava Gussingovci su osvojili grad Bela zbog prisutnosti pristaša hrvatskom kralju Karlu Robertu kojeg je papa odredio budućim hrvatsko-ugarskim kraljem. Henrik i Ivan Gussing poharali su Hrvatsku i zaplijenili posjede, čemu nije bio ni iznmka grad Bela i to uz pomoć njemačkih četa. Grad Bela, bio je branik cijelog Zagorja. Ubrzo nakon dolaska Gussingovca, pristaša hrvatskog kralja Karla Roberta, Nikola sin Petra Ludbreškog zauzeo je grad Belu i vratio ga u posjed ivanovaca.
Jedini materijalni dokaz djelovanja ivanovaca je u prijenosu francuske graditeljske kulture – u romaničkim burgovima sa središnjom branič-kulom koji je donijet u Hrvatsku gotovo u isto vrijeme kada je nastao u Francuskoj. To i danas potvrđuju ostaci Puste Bele, čije ruševine unutar ostataka bedema čuvaju vidljive kamene tragove zgrade kružnog tlocrta.
Pusta Bela smještena je na 430 metara nadmorske visine, odakle se kontrolirao prolaz kroz Belski dol. Od nekadašnjeg središta ivanovaca nije ostalo mnogo, tek ruševine grada izgorjelog 1481. godine.

## Bela I
Stariji dvorac, zvan još i Bela I sagrađen je 1605. godine za mađarsku plemićku obitelj Pethö de Gerse, čiji su članovi u Hrvatskoj obnašali ugledne javne dužnosti. Osnova tlocrta je pravokutnik s naglašenom pravokutnom branič-kulom na ulazu. Do danas nije poznat njegov graditelj, ali se na dvorcu, usprkos kasnijim izmjenama, raspoznaju kasnorenesansna obilježja (pojedini arhitektonski detalji, šanac, pomični most, itd.)

## Bela II
Mlađi dvorac ili Bela II nije točno datiran, ali je vjerojatno sagrađen isto u 17. stoljeću. Dva dvorca spominju se već 1648. godine, tako da je Bela II sagrađena vjerojatno prije toga vremena. To je jednokrilna zgrada s arkadama na začelnoj strani te dvjema okruglima kulama na strani kojoj se prilazi s ceste. U sklopu dvaju dvoraca nalazi se i kapela, u kojoj je grobnica baruna Ožegović.
Dvorci su smješteni u ravnici, te zajedno s kapelom i gospodarskom zgradom, predstavljaju jedinstveni sačuvan primjer kulturnog krajolika, odnosno povezanosti kulturne baštine i prirode.